# Купфер, Андреас
Андреа́с Купфер (нем. Andreas Kupfer; 7 мая 1914, Швайнфурт, Королевство Бавария — 30 апреля 2001, Швайнфурт, Бавария) — немецкий футболист, играл на позиции полузащитника. Участник чемпионата мира 1938 года.

## Биография

### Клубная карьера
Всю свою карьеру играл за «Швайнфурт 05», где его одноклубником был Альбин Китцингер. Вместе с ним он составлял одну из лучших линий полузащиты. В составе этой команды два раза в 1939 и 1942 годах выигрывал баварскую Гаулигу.

### Карьера в сборной
Дебютировал в сборной Германии 21 марта 1937 года в товарищеском матче со сборная Люксембурга — Германия выиграла со счётом 3:2.
Купфер был членом сборной Германии на чемпионате мира 1938 года. На турнире он сыграл в двух матчах со сборной Швейцарии. Первый матч завершился вничью со счётом 1:1. 9 июня состоялась переигровка, которая завершилась поражением сборной Германии 2:4. В последующие годы Купфер продолжал вызываться в сборную Германии и играл за неё.
Последний матч в качестве капитана сыграл 22 ноября 1950 года — матч со сборной Швейцарии завершился победой Германии со счётом 1:0. Всего за сборную Германии сыграл 44 матча и забил 1 гол.

### Смерть
Скончался 30 апреля 2001 года в возрасте 86 лет.

## Достижения
«Швайнфурт 05»
- Чемпион Гаулиги Бавария[англ.] (2): 1938/39, 1941/42